# Нарсак
Нарсак (Нарссак до 1973 року) — місто на південному заході Ґренландії, у складі муніципалітету Куяллек.
На півночі межує з Нуук, на сході з Аммассаліке, на півдні з Какортоку та Нанорталіком, на заході з Івіттуут та Пааміут. Ландшафт гористий.
Назва «Нарсак» з ґренландської мови перекладається як «долина», як відображення краси місцевості, у якій лежить місто.

## Клімат
Місто знаходиться у зоні, котра характеризується кліматом полярних пустель. Найтепліший місяць — липень із середньою температурою 6.7 °C (44 °F). Найхолодніший місяць — січень, із середньою температурою -4.4 °С (24 °F).
| Клімат Нарсака          | Клімат Нарсака | Клімат Нарсака | Клімат Нарсака | Клімат Нарсака | Клімат Нарсака | Клімат Нарсака | Клімат Нарсака | Клімат Нарсака | Клімат Нарсака | Клімат Нарсака | Клімат Нарсака | Клімат Нарсака | Клімат Нарсака |
| Показник                | Січ.           | Лют.           | Бер.           | Квіт.          | Трав.          | Черв.          | Лип.           | Серп.          | Вер.           | Жовт.          | Лист.          | Груд.          | Рік            |
| Абсолютний максимум, °C | 15             | 8              | 20             | 12             | 18             | 22             | 23             | 23             | 26             | 20             | 12             | 20             | 26             |
| Середній максимум, °C   | −3             | −2             | −2             | 0              | 3              | 6              | 8              | 8              | 6              | 2              | 0              | −2             | 2              |
| Середня температура, °C | −4             | −4             | −3             | 0              | 1              | 4              | 6              | 6              | 5              | 1              | −1             | −3             | 1              |
| Середній мінімум, °C    | −6             | −6             | −5             | −2             | 0              | 2              | 3              | 4              | 2              | 0              | −2             | −4             | −1             |
| Абсолютний мінімум, °C  | −18            | −16            | −18            | −18            | −10            | −12            | −2             | −2             | −12            | 0              | −14            | −14            | −18            |
| Норма опадів, мм        | 250            | 230            | 190            | 220            | 170            | 160            | 120            | 170            | 220            | 200            | 230            | 230            | 2460           |
| ----------------------- | -------------- | -------------- | -------------- | -------------- | -------------- | -------------- | -------------- | -------------- | -------------- | -------------- | -------------- | -------------- | -------------- |
| Джерело: Weatherbase    |                |                |                |                |                |                |                |                |                |                |                |                |                |

## Флора та фауна
У морі поблизу Нарсак багато горбатих китів, ґренландських тюленів, морських зайців та лосося. Наземна фауна включає песця, білого зайця, оленя північного. Зрідка на плаваючих крижинах прибувають білі ведмеді, але з огляду на полювання на них таке трапляється дуже рідко.
З птахів зустрічаються мартин трипалий, пуночка, крук, кречет, орлан-білохвіст, чистун арктичний, тундрова куріпка та інші.
Флора представлена кипреєм, березою, вербою, бузиною, чорницею, пухівкою.

## Населення
У Нарсаку, станом на 2013 рік, мешкає 1503 осіб. Нарсак є другим за населення містом в муніципалітеті Куяллек. Населення скоротилося на 17 % у порівнянні з 1990 роком, і продовжує знижувалася протягом останніх декількох років.

## Спорт
У місті є професійний футбольний клуб «Нарсак-85», який було засновано в 1985 році.

## Міста-побратими

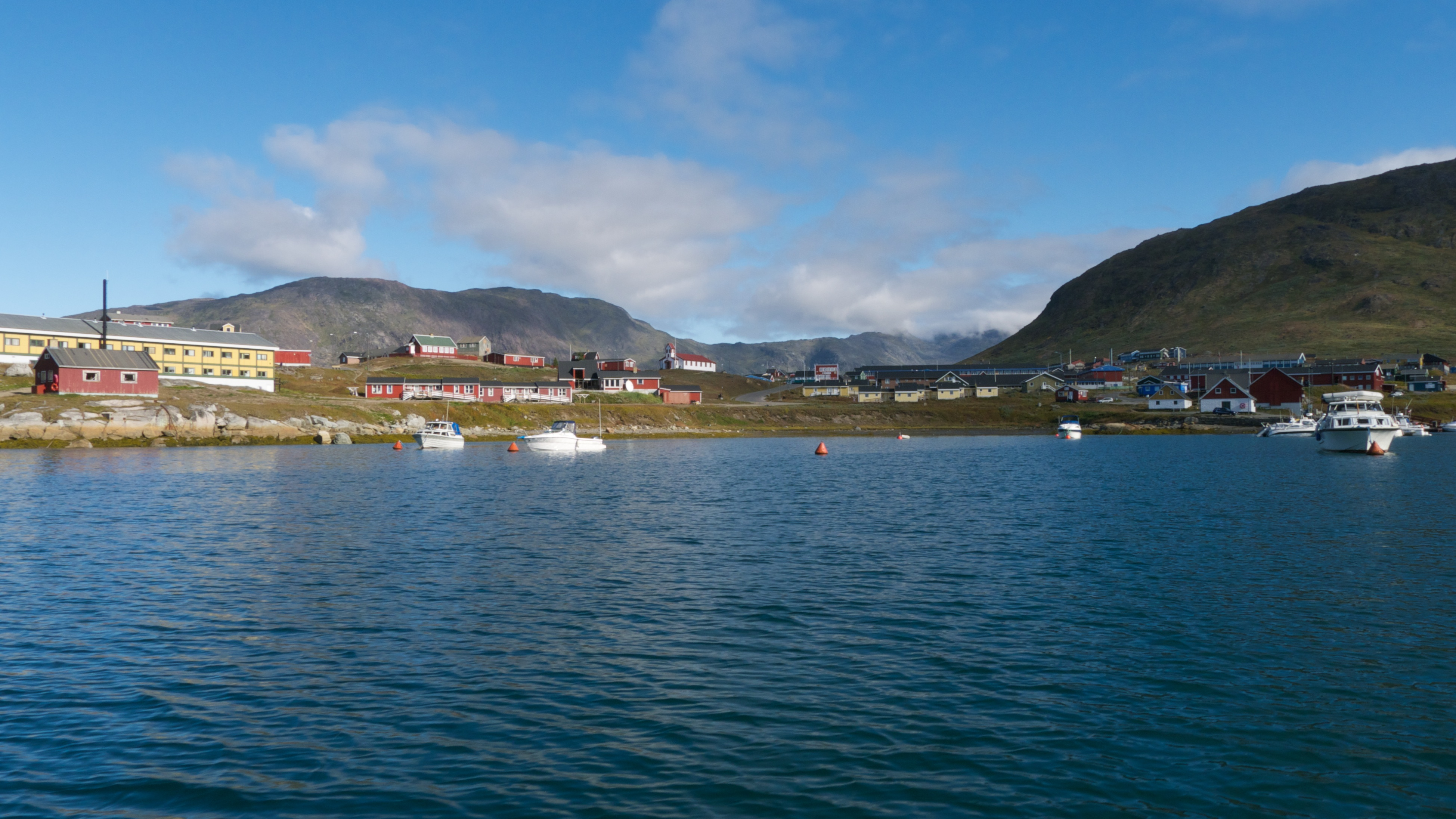
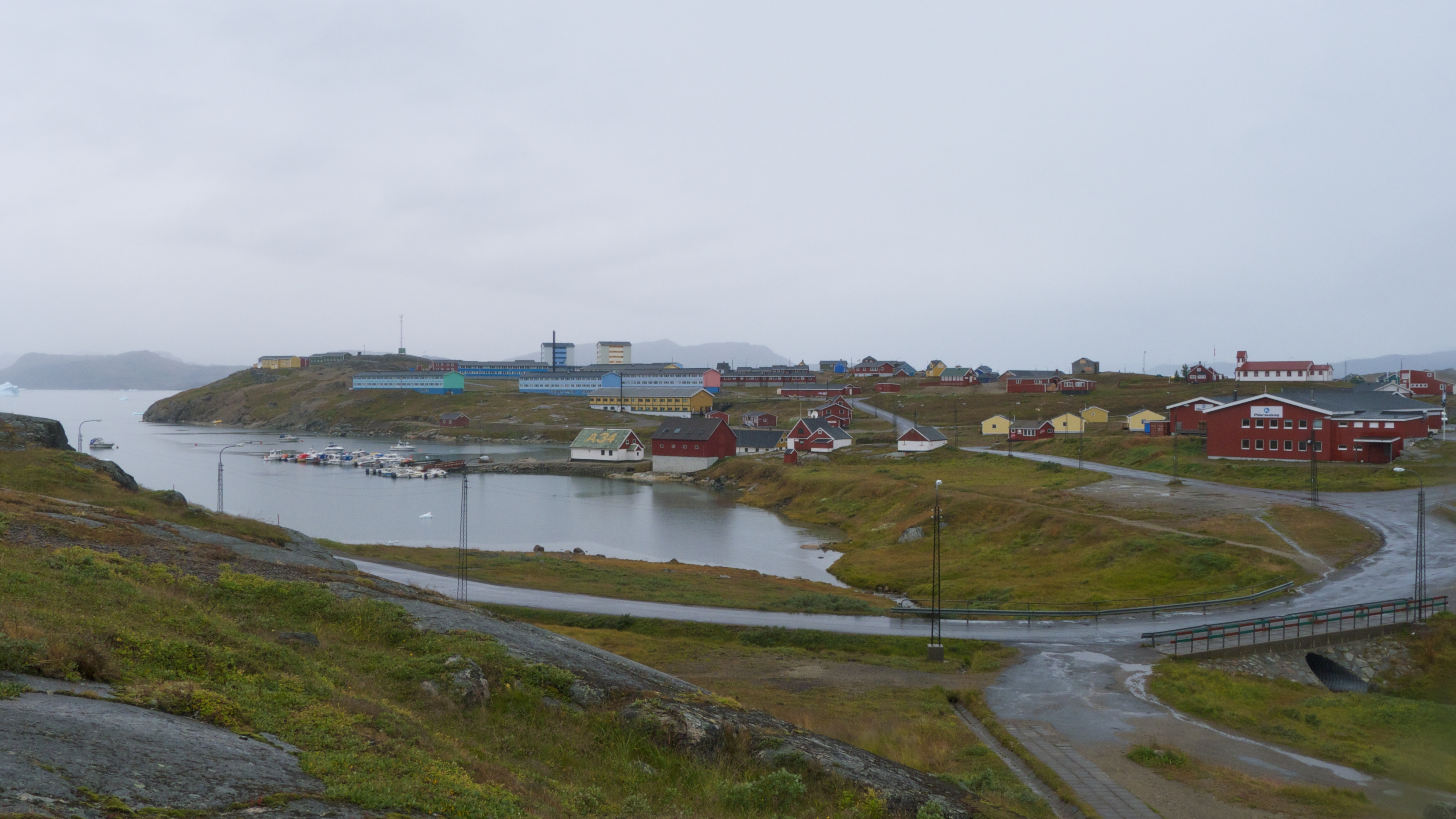
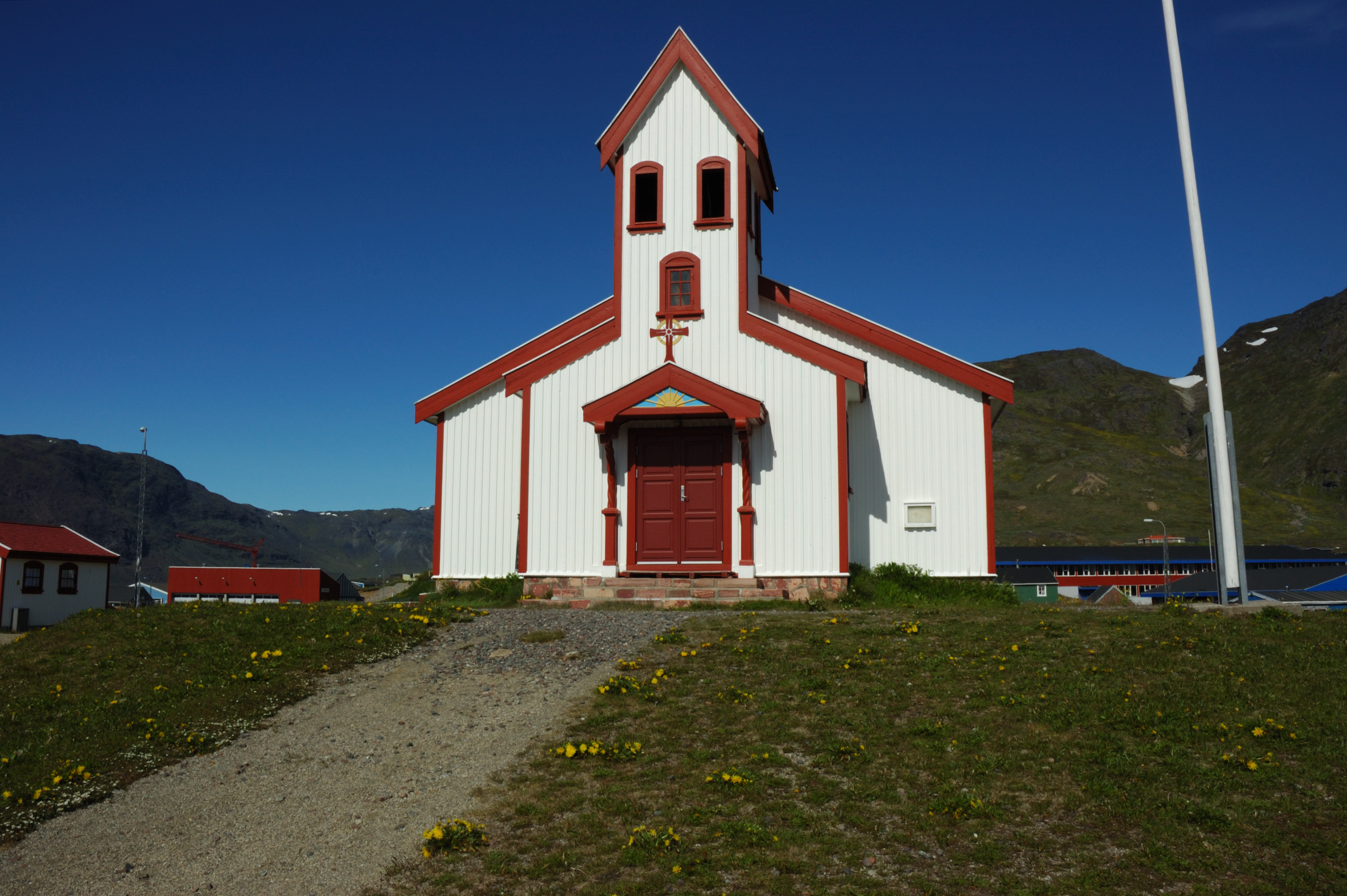
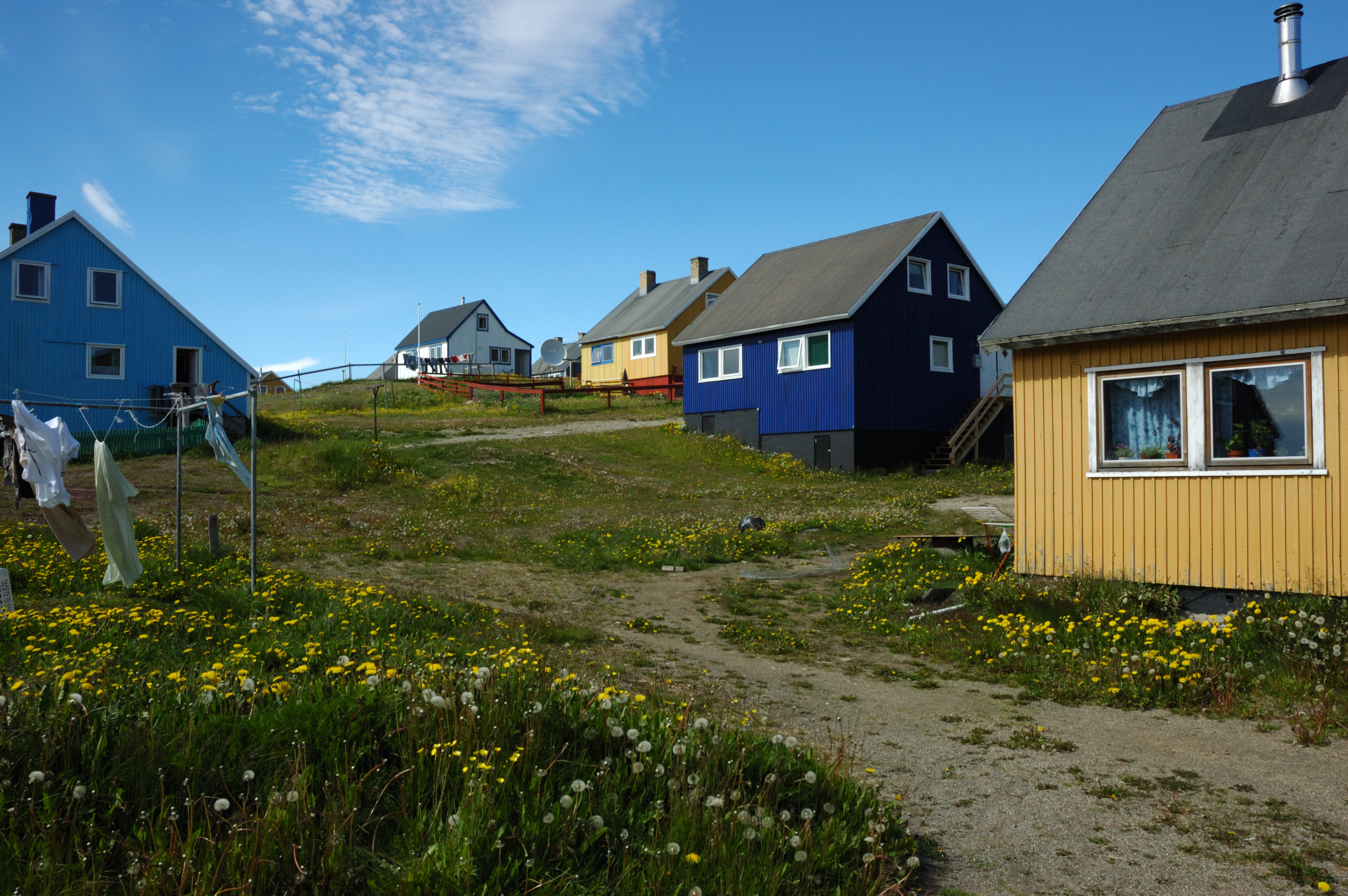
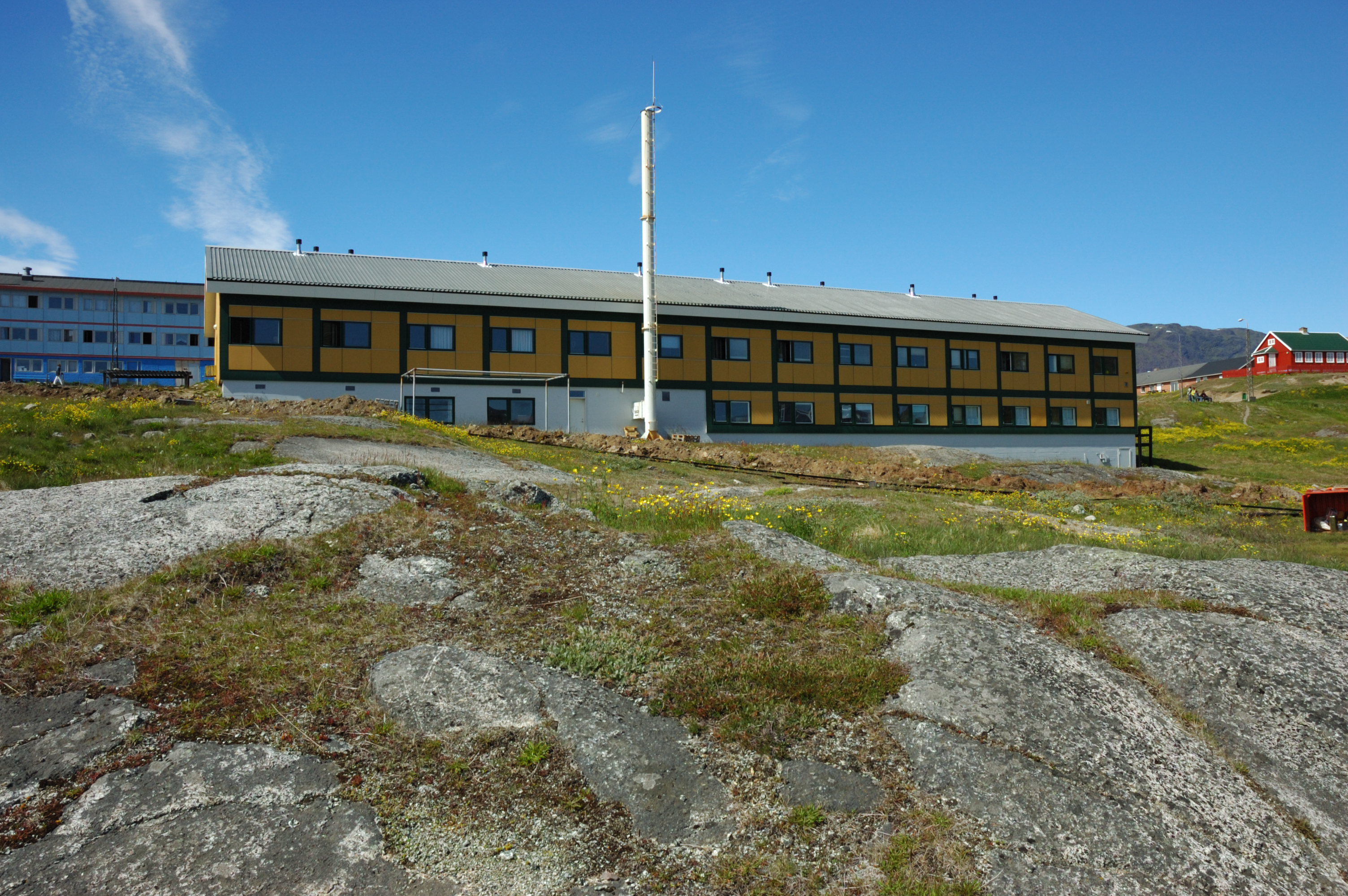
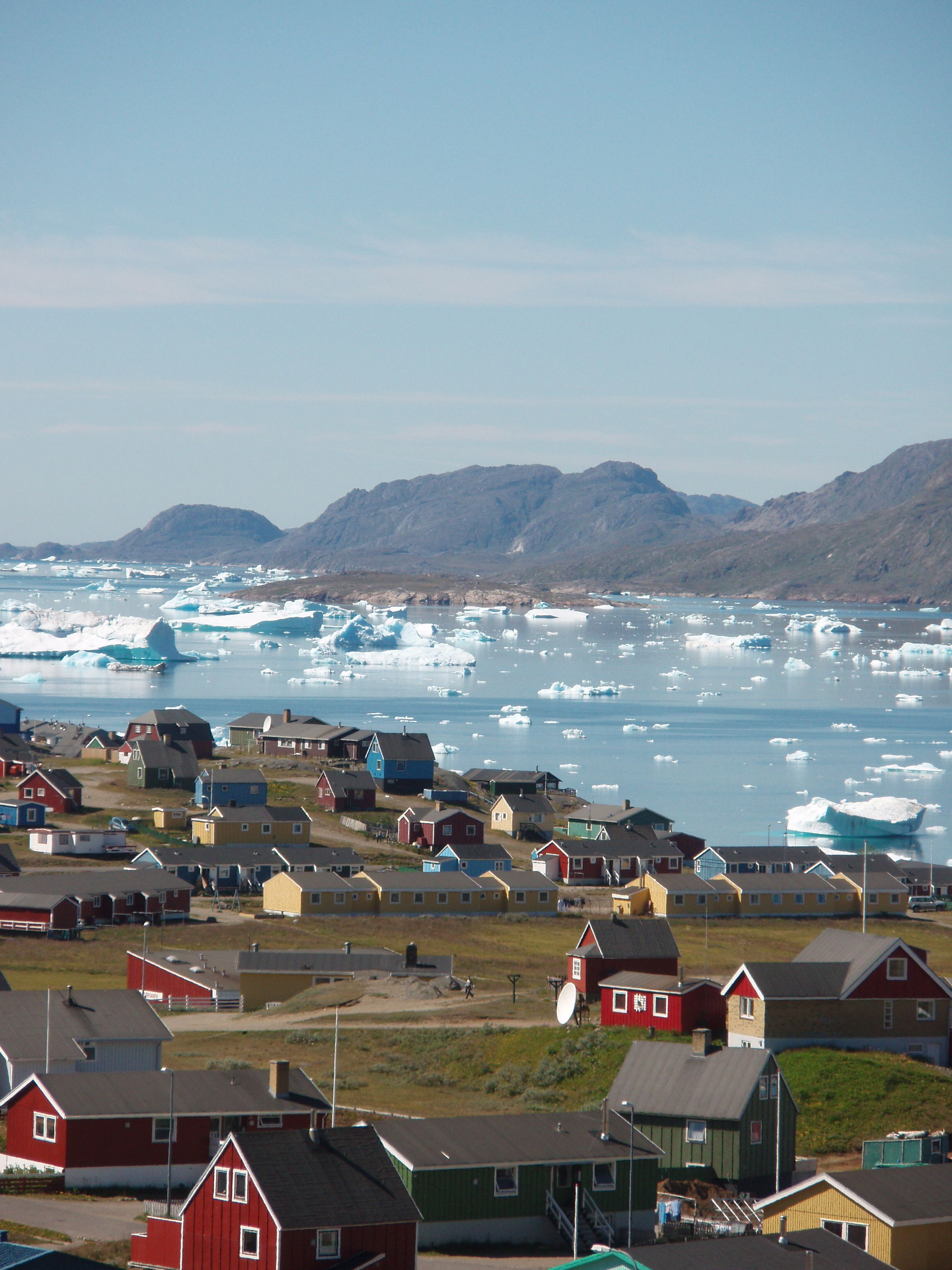
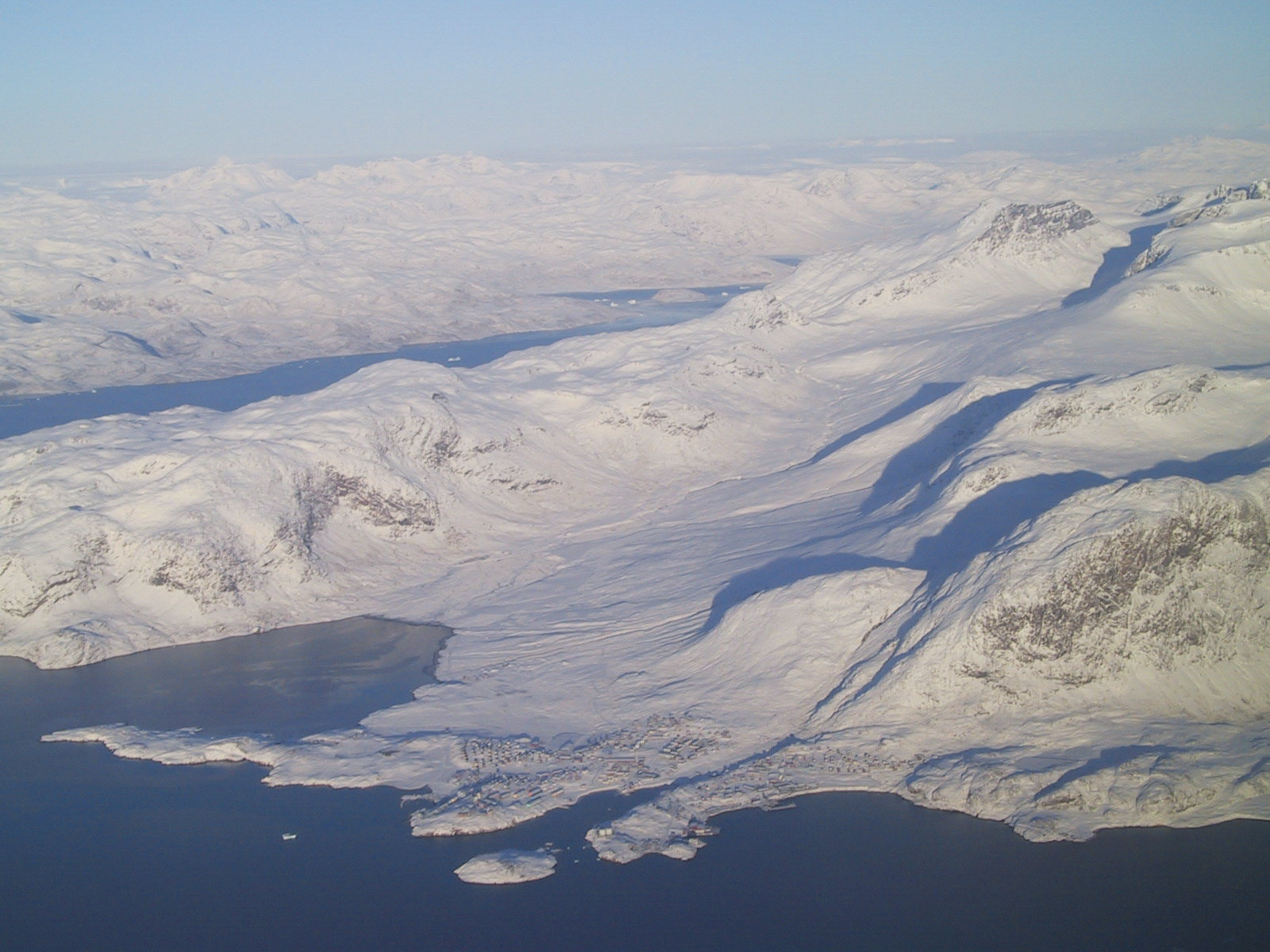
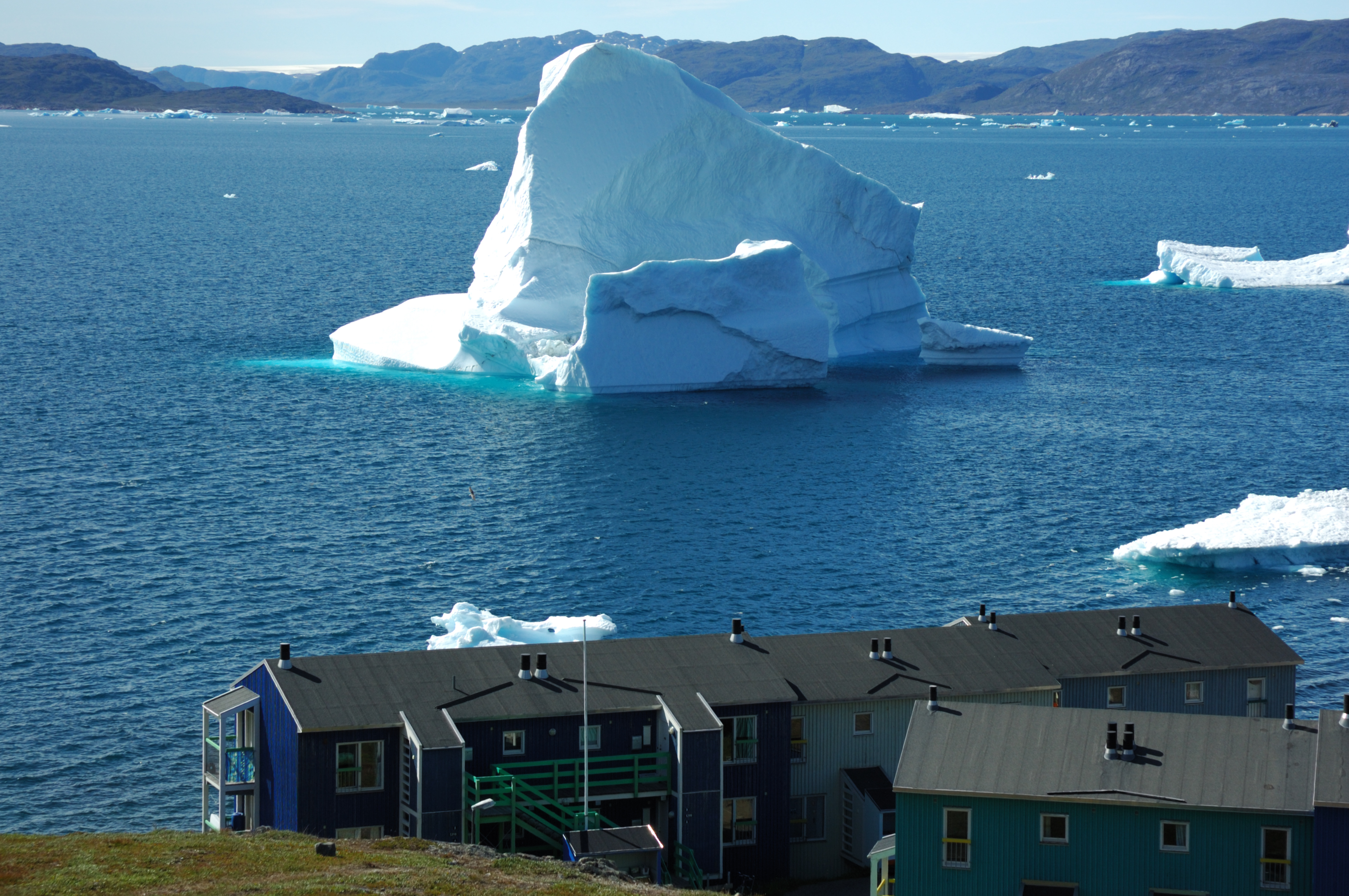

- Данія, Ґладсаксе
- Іспанія, Віґо
- Ісландія, Акурейрі